# La meitat de l'ànima
La meitat de l'ànima és una novel·la escrita l'any 2003 per Carme Riera, i que va ser guardonada amb el Premi Sant Jordi.

## Sinopsi
La novel·la explora el qüestionament dels orígens i la identitat, amb la investigació dels antecedents familiars de la narradora. La recerca, però, sobrepassarà els límits del llibre i de la ficció i portarà l'escriptora a demanar l'ajut dels lectors per si algú sap res sobre el cas d'una persona desapareguda l'any 1960 a Portbou.

## Estil
Riera aboca un seguit de procediments per accentuar la versemblança fins a l’extrem que la ficció i la realitat es confonguin del tot. El més evident és la utilització de la primera persona verbal, per fer-nos caure en el miratge d’identificar la veu narrativa amb la veu de l’autora. Un segon procediment que intensifica encara més la mixtura entre realitat i ficció és l’acurada documentació històrica que l’autora incorpora en la trama. Finalment, cal destacar la presència d’un narratori intern, que en aquest cas és la persona que llegeix. L’entrada del lector o lectora virtual dins la trama narrativa té una importància cabdal: el conflicte ha quedat sense resoldre’s per la impossibilitat de trobar una resposta definitiva, i l’escriptora-protagonista ha decidit escriure el llibre per trobar algú que l’ajudi. El lector es converteix en la causa scribendi, perquè, al capdavall, el joc literari no existeix sense els lectors.

## Guardons
- 2003: Premi Sant Jordi de Novel·la